# Óscar Rojas (chilijski piłkarz)
Óscar Wladimir Rojas Giacomozzi (ur. 15 listopada 1958 w Purén) – chilijski piłkarz, reprezentant kraju, grający na pozycji obrońcy.

## Kariera klubowa
Rojas jako piłkarz zaczynał w klubie Malleco Unido, z którego w 1978 dołączył do Deportes Concepción. Dwa lata później został piłkarzem Colo-Colo. W zespole z Santiago trzykrotnie sięgnął po mistrzostwo Chile w sezonach 1981, 1983 i 1986. Także trzy razy zdobył Copa Chile w latach 1981, 1982 i 1985. Łącznie przez 8 sezonów w drużynie Colo-Colo wystąpił w 183 spotkaniach, w których trzykrotnie pokonał bramkarzy rywali.
W sierpniu 1988 roku defensywny zawodnik trafił do Club Puebla z Meksyku, gdzie rozegrał jeden sezon. Po roku powrócił do Chile, gdzie grał dla Unión Española oraz Club Universidad de Chile. Rojas zakończył następnie karierę w swoim drugim klubie w Meksyku, Atlético Morelia.
| Sezon   | Klub                      | Kraj   | Rozgrywki                 | Mecze | Bramki |
| ------- | ------------------------- | ------ | ------------------------- | ----- | ------ |
| 1978    | Deportes Concepción       | Chile  | Primera División de Chile | 26    | 1      |
| 1979    | Deportes Concepción       | Chile  | Primera División de Chile | 26    | 0      |
| 1980    | Deportes Concepción       | Chile  | Primera División de Chile |       |        |
| 1981    | Colo-Colo                 | Chile  | Primera División de Chile | 25    | 1      |
| 1982    | Colo-Colo                 | Chile  | Primera División de Chile | 16    | 0      |
| 1983    | Colo-Colo                 | Chile  | Primera División de Chile | 36    | 1      |
| 1984    | Colo-Colo                 | Chile  | Primera División de Chile | 20    | 0      |
| 1985    | Colo-Colo                 | Chile  | Primera División de Chile | 18    | 0      |
| 1986    | Colo-Colo                 | Chile  | Primera División de Chile | 34    | 1      |
| 1987    | Colo-Colo                 | Chile  | Primera División de Chile | 30    | 0      |
| 1988    | Colo-Colo                 | Chile  | Primera División de Chile | 4     | 0      |
| 1988/89 | Club Puebla               | Meksyk | Liga MX                   | 17    | 0      |
| 1989    | Unión Española            | Chile  | Primera División de Chile | 15    | 1      |
| 1990    | Club Universidad de Chile | Chile  | Primera División de Chile | 0     | 0      |
| 1990/91 | Atlético Morelia          | Meksyk | Liga MX                   | 16    | 0      |

## Kariera reprezentacyjna
Rojas zadebiutował w drużynie narodowej 30 marca 1982 w przegranym 0:1 spotkaniu z Peru. 
Rojas w tym samym roku znalazł się w składzie reprezentacji Chile na Mistrzostwa Świata. Podczas turnieju nie wystąpił w żadnym spotkaniu.  
Ostatni raz Rojas zagrał dla Chile 5 czerwca 1988 w wygranym 3:0 spotkaniu towarzyskim z USA. Łącznie Rojas w latach 1982–1988 wystąpił w reprezentacji w 9 spotkaniach, w których strzelił jedną bramkę. 
| Mecze i gole w reprezentacji | Mecze i gole w reprezentacji | Mecze i gole w reprezentacji | Mecze i gole w reprezentacji | Mecze i gole w reprezentacji | Mecze i gole w reprezentacji | Mecze i gole w reprezentacji |
| #                            | Data                         | Miasto                       | Przeciwnik                   | Gol                          | Wynik                        | Rozgrywki                    |
| ---------------------------- | ---------------------------- | ---------------------------- | ---------------------------- | ---------------------------- | ---------------------------- | ---------------------------- |
| 1.                           | 30.03.1982                   | Lima                         | Peru                         |                              | 0:1                          | towarzyski                   |
| 2.                           | 23.06.1983                   | Buenos Aires                 | Argentyna                    |                              | 0:1                          | towarzyski                   |
| 3.                           | 08.02.1985                   | Viña del Mar                 | Finlandia                    |                              | 2:0                          | towarzyski                   |
| 4.                           | 24.02.1985                   | Santiago                     | Peru                         |                              | 1:2                          | towarzyski                   |
| 5.                           | 23.05.1988                   | Toronto                      | Grecja                       |                              | 0:1                          | towarzyski                   |
| 6.                           | 25.05.1988                   | Toronto                      | Kanada                       |                              | 0:1                          | towarzyski                   |
| 7.                           | 01.06.1988                   | Stockton                     | Stany Zjednoczone            |                              | 1:1                          | towarzyski                   |
| 8.                           | 03.06.1988                   | San Diego                    | Stany Zjednoczone            | Gol                          | 3:1                          | towarzyski                   |
| 9.                           | 05.06.1988                   | Fresno                       | Stany Zjednoczone            |                              | 3:0                          | towarzyski                   |

## Sukcesy
Colo-Colo
- Mistrzostwo Chile (3): 1981, 1983, 1986
- Copa Chile (3): 1981, 1982, 1985